# Lars Charlie Mortensen
Lars "Charlie" Mortensen (født 26. november 1958 i Ødsted ved Vejle) er kendt som stifter og mangeårig direktør for Jelling Musikfestival.

## Baggrund
'Charlies' egen musikalske løbebane startede i ungdomsårene med gruppen The Saints. I studietiden på Jelling Seminarium var han medstifter af bandet Fat Freddies Cat, som senere blev til Charlie & Co. Efter et ophold i Grønland vendte han hjem til Jelling og genoptog samarbejdet med de gamle musikvenner, men denne gang under navnet Brdr. Berg.
I samarbejde med Tommy Kejser og Tom Bilde fra Lars Lilholt Band indspillede Lars 'Charlie' Mortensen i 2008 sangen Dansen på Havnen i Bork (skrevet sammen med Hans Henrik Stephansen) under navnet Charlie & Co. Sangen gik direkte ind på dansktoppens førsteplads.

## Historie
Lars 'Charlie' Mortensen tog i 1989 initiativ til at starte en festival i Jelling med det formål at støtte den lokale fodboldklub. Festivalen blev en succes og har siden været en "smuk vane" den sidste weekend i maj hvert år siden - coronaårene 2020 og 2021 undtaget. Siden har den initiativrige vejlenser også overtaget den musikalske drift af spillestederne 'Bygningen' i Vejle og 'Byen Hus' i Jelling.
20. marts 2011 modtog Lars 'Charlie' Mortensen Vejle Kommunes kulturpris.
Efter festivalen 2022 trådte han tilbage som direktør for dét, der i dag regnes for at være Danmarks 3. største festival og den, som officielt skyder festivalsæsonen i gang. Han overlod ledelsesstafetten til en trio bestående af Line Mosfelt, Gaute Parbo og Jeppe Wojcik.